# Pterocles gutturalis
La grandule golagialla (Pterocles gutturalis A. Smith, 1836) è una specie della famiglia degli Pteroclidi originaria delle regioni orientali e centro-meridionali dell'Africa.

## Descrizione

### Dimensioni
Misura 30 cm di lunghezza, per un peso di circa 340-345 g nel maschio e circa 285-400 nella femmina.

### Aspetto
Coda cuneiforme, iride marrone scura con un anello oculare grigio, becco grigio-bluastro chiaro, tarsi beige-rossicci: ad eccezione di queste caratteristiche comuni, i due sessi sono profondamente differenti. Nel maschio adulto, il cappuccio e la nuca sono di un giallo-grigiastro che vira sul beige-oliva scuro sui lati del collo e la parte posteriore della testa. Le redini sono nere, il mento, la gola, la faccia e il sopracciglio sono beige-crema, con quest'ultimo finemente sottolineato di nero. La gola è contornata da una evidente banda nera che arriva fino ai lati del collo. Il petto presenta una colorazione grigia opaca con margini beige-oliva sull'estremità delle piume. Il resto delle parti inferiori è castano-marrone, vermicolato di nero sui fianchi. Le copritrici sotto-caudali hanno i margini rossicci. La mantellina, le scapolari e le terziarie sono grigio opache sfumate di giallastro. Il dorso, il groppone e la parte superiore della coda presentano una colorazione oliva-grigiastra. La coda nera è in gran parte barrata di beige-bianco all'estremità. Le primarie e le secondarie sono bruno-nerastre. Le copritrici alari sono grigio chiare, largamente bordate di argilla e sfumate di giallastro sulle grandi copritrici.
Nella femmina adulta, il vertice e la nuca sono bruno-nerastri, diventando più scuri sulla parte posteriore della testa. La faccia, il mento, la gola e il sopracciglio sono beige-crema e le redini nere. La parte alta del petto è ocra chiaro barrata di marrone scuro, virante sul castano densamente barrato di marrone sul resto delle parti inferiori fino alla parte inferiore della coda, che è bruno-verdastra con dei bordi neri. La mantellina, il dorso, il groppone e la parte superiore della coda sono macchiati e barrati di bruno-nerastro e di beige-oliva. La coda nera possiede una larga barra terminale beige-bianca. Le penne remiganti e le copritrici alari sono bruno-nerastre con le estremità beige-bianche a livello delle primarie. Le grandi copritrici presentano una colorazione più grigia. I giovani sono molto simili alle femmine, tuttavia in essi la marcatura sulle parti inferiori è più discreta. I margini delle primarie sono più largamente colorati di beige-oliva.

## Comportamento

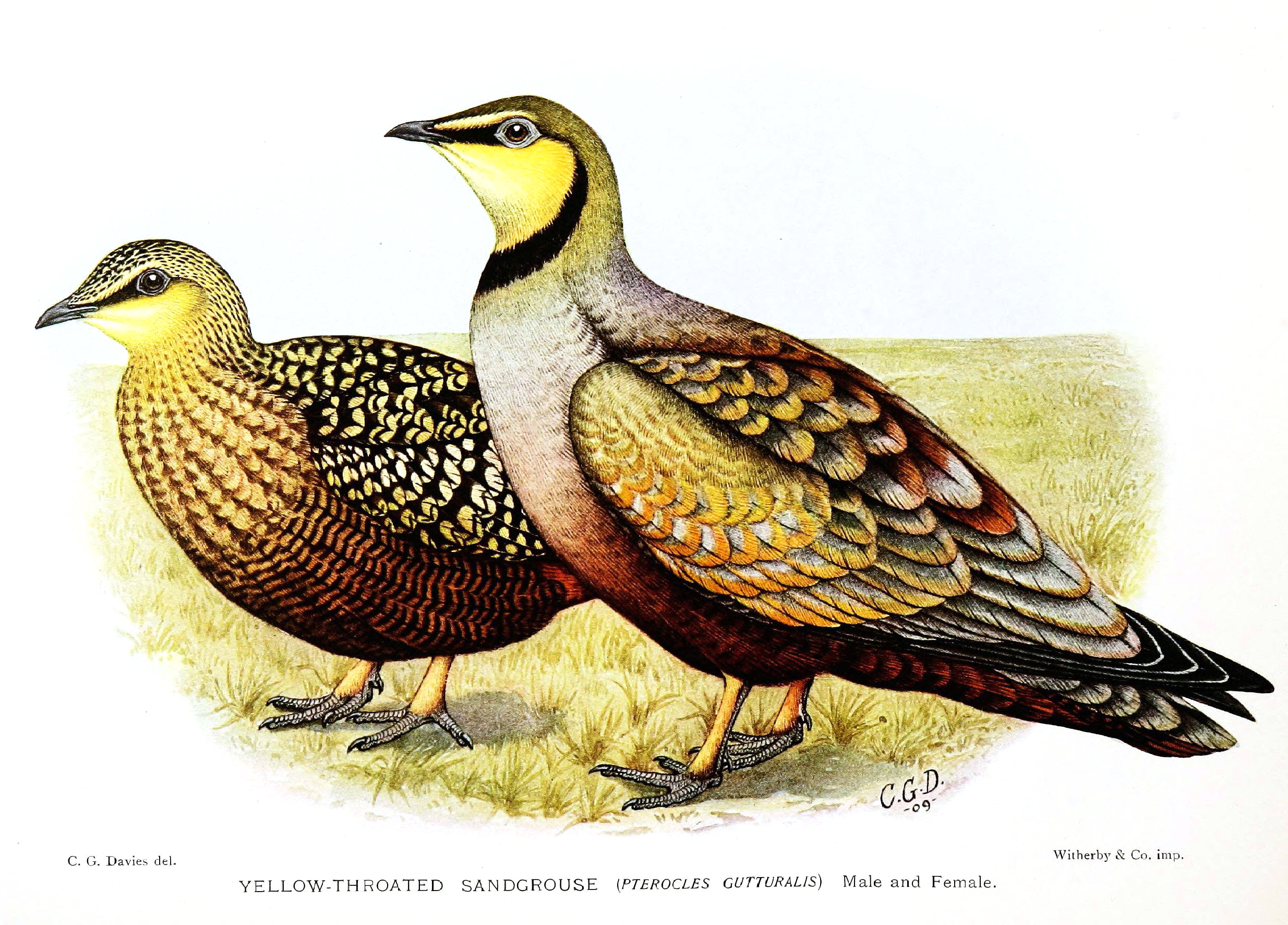
Illustrazione di C. G. Finch-Davies (1912).

Le popolazioni dell'Africa orientale sono piuttosto sedentarie, mentre quelle dell'Africa meridionale sono migratrici parziali. Queste ultime nidificano infatti nel sud dello Zambia, dove sono presenti da aprile a dicembre, e nel nord del Botswana, dove i loro movimenti sono già più limitati. Svernano nello Zimbabwe, nel sud-est del Botswana, nel Transvaal e nel nord della provincia del Capo.

### Alimentazione
Le granduli golagialla sono vegetariane e si nutrono di semi di piante coltivate e di erbe, in particolare di quelle caratterizzate principalmente dal fatto di avere uno sviluppo precoce e di germogliare più volte nel corso dell'anno. In base a questo criterio, le specie di leguminose e graminacee dei generi Achyrantes, Amaranthus, Crotalaria e Bidens vengono selezionate per prime. Le granduli golagialla si abbeverano al mattino, raggiungendo gli specchi d'acqua tra le 7.00 e le 10.00 in bande numerose che possono comprendere da 10 a 50 individui. In caso di forte calura, vi fanno ritorno verso la metà o la fine del pomeriggio, periodo nella quale possono condividere il bordo delle pozze in compagnia delle granduli di Burchell (Pterocles burchelli) o delle granduli panciacastana (Pterocles exustus).

### Riproduzione
Le coppie nidificano da sole su superfici piatte e prive di alberi, ma ricoperte da numerose piante erbacee. Occasionalmente, i nidi di alcune coppie vicine possono distare tra loro circa una quarantina di metri. Il nido è una piccola depressione naturale o una cavità creata raschiando il terreno di forma circolare, talvolta costituita dalla semplice impronta dello zoccolo di un animale. Spesso è parzialmente nascosto dall'erba o da un ciuffo di culmi. La femmina depone 2 o 3 uova che depone a intervalli di due giorni. Entrambi i genitori si dedicano alternativamente alla cova per un periodo che va da 25 a 27 giorni. Il maschio cova durante le ore notturne e cede il posto alla compagna nel primo mattino. È sua responsabilità anche fornire acqua alla covata. I giovani sono in grado di volare nel giro di 4 settimane, quando hanno circa la metà delle dimensioni di un adulto. Il periodo di nidificazione ha luogo durante la stagione secca, da aprile a ottobre, con un picco in giugno-luglio. Tuttavia, tenuto conto della vasta area di diffusione di questa specie, si possono verificare al riguardo variazioni abbastanza considerevoli, con il periodo di deposizione delle uova che slitta sempre più tardi man mano che si procede verso sud. La predazione e i lavori di aratura sono le principali cause di perdita subite dalle covate nell'Africa meridionale.

## Distribuzione e habitat
La grandule golagialla ha un habitat particolarmente inusuale rispetto a quella di altre specie di pteroclidi. Frequenta infatti le distese di erbe molto corte, i suoli di tipo Black Cotton o vertisol, che sono di colore scuro e contengono un'alta quantità di argilla, e le aree soggette a inondazioni vicino a corsi d'acqua o paludi. Si trova anche nelle aree coltivate e nei campi incolti, nonché su superfici bruciate di recente. È possibile trovarla fino a 2000 metri di altitudine.
Vive in Africa orientale e meridionale, dalle regioni occidentali e centrali dell'Etiopia verso sud attraverso il Kenya, la Tanzania e lo Zambia, l'estremità sud-orientale dell'Angola, il nord della Namibia, il sud-ovest dello Zimbabwe e il Botswana, fino al nord del Sudafrica, nelle province del Capo e in quella del Nordovest.

## Tassonomia
Ne vengono riconosciute due sottospecie:
- Pterocles gutturalis saturatior Hartert, 1900, diffusa dall'Etiopia verso sud, attraverso Kenya e Tanzania, fino all'estremità settentrionale dello Zambia;
- Pterocles gutturalis gutturalis A. Smith, 1836, diffusa nel sud-est dell'Angola, nel sud dello Zambia e nell'ovest dello Zimbabwe, fino al nord-est della Namibia, al Botswana e al nord del Sudafrica (parte occidentale del Limpopo e provincia del Nordovest).